# Данковский Успенский монастырь
Данко́вский Успе́нский монасты́рь — упразднённый женский православный монастырь Русской православной церкви в городе Данков ныне Липецкой области. Располагался близ уничтоженного в 20-е — 30-е годы XX века Покровского монастыря.

## История
Успенский монастырь основан в конце XVII — начале XVIII века, в Данковских городских документах 1716 года упоминается как «Новодевичий». В 1724 году монастырь был упразднён, а монахини переведены в Лебедянский Спасский монастырь, однако вскоре обитель была восстановлена. В 1733 году в монастыре состоит 10 сестёр и казначея Параскева, которая 10 июля того года просила епархиальное начальство об определении в обитель, на место умершей строительницы Екатерины, в начальницы монахиню Феклу.
В 1759 году в Успенском монастыре значилось 5 монахинь. В 1764 году монастырь был упразднён, в связи с тем, что в нем не осталось, ни одной монахини. Успенский храм был обращён в приходскую церковь, которой было определено 40 дворов, и причт из священника с двумя причетниками.
В 1777 и 1792 годах прихожане Успенского храма просили об их переводе в приход Христорождественской церкви, а Успенскую сделать кладбищенской. Но только лишь в 1799 году последовал указ Консистории об упразднении и продажи Успенской церкви ввиду её ветхости.
В «Описании Данковского Покровского мужского монастыря» В. И. Ермакова 1863 года упоминается, что на месте уничтоженного Успенского монастыря стоит небольшой деревянный «столбик с крестом».

## Храмы монастыря
- Церковь Успения Божией Матери. В 1764 году из монастырской была обращена в приходскую, в 1799 году была упразднена, позже разобрана.

## Настоятельницы
- Стефанида упом. в 1708 году
- Екатерина упом. в 1733 году
- Фекла упом. в 1733 году
- Прискилла упом. в 1752 году
- Домника (в схиме Дорофея) упом. в 1764 году[3].